# Contre l'oubli
Pour plus de détails, voir Fiche technique et Distribution.
Contre l'oubli est un film collectif français réalisé par une trentaine de réalisateurs, dont Alain Resnais et Jean-Luc Godard, et sorti en 1991, pour témoigner du devenir de prisonniers politiques.
Il a été sélectionné au Festival international du cinéma indépendant de Buenos Aires.

## Fiche technique
- Titre original : Contre l'oubli
- Réalisation : collectif
- Date de sortie : 11 décembre 1991
- Image : Philippe Muyl
- Production : Amnesty International, Les Films du Paradoxe
- Durée : 110 minutes

## Réalisateurs
- Patrice Chéreau
- Philippe Muyl
- Chantal Akerman : Pour Febe Elisabeth Velasquez, El Salvador
- René Allio : Pour Vythialingam Skandarajah, Royaume-Uni
- Denis Amar : Pour Dalton Prejean, USA
- Jean Becker : Joaquim Elema Boringue, Guinée équatoriale
- Jane Birkin : Pour Maria Nonna Santa Clara, Philippine
- Bertrand Blier : Pour Alirio de Crisanto Mederos, Venezuela
- Jean-Michel Carré : Pour Mulugetta Mosissa, Éthiopie
- Alain Corneau : Ali Muhammad al-Qajiji, Libye
- Costa-Gavras : Pour Kim Song-Man, Corée
- Dominique Dante : Pour Abraham Serfaty, Maroc
- Claire Denis : Pour Ushari Ahmed Mahmoud, Soudan
- Raymond Depardon : Pour Alirio de Jesus Pedraza Becerra, Colombie
- Jacques Deray : Pour Stanza Bopape, Afrique du Sud
- Michel Deville : Pour Nguyen Chi Thien, Vietnam
- Jacques Doillon : Pour Anstraum Aman Villagran Morales, Guatémala
- Martine Francke : Pour Mamadou Bâ, Mauritanie
- Gérard Frot-Coutaz : Pour Wang Xizhe, Chine
- Bernard Giraudeau : Pour Ghassan Najjar, Syrie
- Francis Girod : Pour d'Archana Guha, Inde
- Jean-Luc Godard : Pour Thomas Wainggai, Indonésie
- Romain Goupil : Pour Abd al-Ra'uf Ghabini, Israël
- Jean-Loup Hubert : Pour Andreas Christodoulou, Grèce
- Robert Kramer : Pour Fidel Intursa Fernandez, Pérou
- Patrice Leconte : Pour Alexandre Goldovitch, URSS
- Anne-Marie Miéville : Pour Thomas Wainggai, Indonésie
- Sarah Moon : Pour Augustine Eke, Nigéria
- Michel Piccoli : Pour Nasrin Rasooli, Iran
- Alain Resnais : Pour Esteban Gonzalez Gonzalez, Cuba
- Coline Serreau : Pour Vera Chirwa, Malawi
- Bertrand Tavernier : Pour Aung San Suu Kyi, Myanmar
- Nadine Trintignant : José Ramon Garcia-Gomez, Mexique

## Distribution
- Paul Amar
- Robert Badinter
- Guy Bedos
- Jane Birkin
- Carole Bouquet
- Emmanuelle Béart
- Henri Cartier-Bresson
- Claude Cheysson
- Catherine Deneuve (segment Chantal Akerman)
- Alex Descas
- Anny Duperey
- Martine Francke
- Sami Frey
- Charlotte Gainsbourg
- Anouk Grinberg
- Henri Grouès (Abbé Pierre)
- Jacques Higelin
- Isabelle Huppert
- François Jacob
- Bruno Masure
- Alexandre Minkowski
- Edgar Morin
- Youssou N'Dour
- Philippe Noiret
- Michel Piccoli
- Hubert Reeves
- André Rousselet
- Sai Sai
- MC Solaar (segment Costa-Gavras)
- Alain Souchon
- Bernard Stasi
- Haroun Tazieff
- Gérald Thomassin
- Marie Trintignant

## Pour Kim Song-Man
Pour Kim Song-Man est un court métrage réalisé en 1991 par Costa-Gavras, avec Mc Solaar et le groupe Saï Saï, dans le but de faire libérer le prisonnier politique sud-coréen Kim Song-Man.
Ce court métrage fait partie des Contre l'oubli pour les trente ans d'Amnesty International. En France, le film a été donné comme exemple de combat pour la liberté d'opinion dans les cours d'éducation civique.

### Articles de journaux
- Rédaction LM, « Contre l'oubli, écrire, filmer Réunies en un long-métrage, trente " lettres-films " réalisées pour Amnesty International », Le Monde,‎ 11 décembre 1991 (lire en ligne).